# Justice League: Crisis on Infinite Earths
Pour plus de détails, voir Fiche technique et Distribution.
Justice League: Crisis on Infinite Earths est un film américain d'animation en trois parties réalisé par Jeff Wamester, sorti en 2024.

## Synopsis
L'Anti‑Monitor engage une campagne d’annihilation du multivers, poussant le Monitor, un être multiversel, à recruter des héros (et parfois des ennemis) issus de différentes réalités pour former une alliance capable de riposter.

## Fiche technique
- Titre : Justice League: Crisis on Infinite Earths
- Réalisation : Jeff Wamester
- Scénario : James Krieg d'après Crisis on Infinite Earths de George Pérez et Marv Wolfman
- Musique : Kevin Riepl
- Montage : Bruce A. King
- Production : James Krieg et Kimberly S. Moreau
- Société de production : DC Entertainment, Warner Bros. Animation et Warner Bros.
- Pays :  États-Unis
- Genre : Animation, action, aventure, science-fiction et fantastique
- Durée : 93 minutes
- Dates de sortie : 
  - Partie 1 :
    -  États-Unis : 9 janvier 2024
    -  France : 24 janvier 2024

  - Partie 2 :
    -  États-Unis : 29 avril 2024
    -  France : 24 janvier 2024

  - Partie 3 :
    -  États-Unis : 16 juillet 2024
    -  France : 7 mai 2024

## Doublage
| Doubleur                   | Personnage                                                                         |
| Introduit dans la partie 1 | Introduit dans la partie 1                                                         |
| -------------------------- | ---------------------------------------------------------------------------------- |
| Darren Criss               | Superman / Clark Kent / Kal-El Superman de Terre-2 / Clark Kent / Kal-L            |
| Jensen Ackles              | Batman / Bruce Wayne                                                               |
| Stana Katic                | Wonder Woman de Terre-2 / Diana Prince Superwoman                                  |
| Matt Bomer                 | Flash / Barry Allen                                                                |
| Meg Donnelly               | Supergirl / Kara Zor-El / Harbinger                                                |
| Jimmi Simpson              | Green Arrow / Oliver Queen                                                         |
| Zachary Quinto             | Lex Luthor                                                                         |
| Jonathan Adams             | Monitor                                                                            |
| Ike Amadi                  | Martian Manhunter / J'onn J'onzz Amazing-Man Dr. Anthony Ivo                       |
| Geoffrey Arend             | Psycho-Pirate de Terre-2 Hawkman                                                   |
| Zach Callison              | Dick Grayson Robin de Terre-2 / Dick Grayson                                       |
| Alexandra Daddario         | Lois Lane                                                                          |
| Alastair Duncan            | Alfred Pennyworth                                                                  |
| Matt Lanter                | Blue Beetle de Terre-4 / Ted Kord Ultraman                                         |
| Ato Essandoh               | Mister Terrific / Michael Holt                                                     |
| Cynthia Hamidi             | Dawnstar                                                                           |
| Aldis Hodge                | Green Lantern / John Stewart Power Ring                                            |
| Erika Ishii                | Doctor Light / Kimiyo Hoshi Huntress de Terre-2 / Helena Wayne                     |
| David Kaye                 | Question / Vic Sage Satellite                                                      |
| Ashleigh LaThrop           | Iris West                                                                          |
| Liam McIntyre              | Aquaman de Terre-146 / Arthur Curry Johnny Quick                                   |
| Nolan North                | Green Lantern / Hal Jordan Amazo Pariah / John Constantine                         |
| Lou Diamond Phillips       | Spectre Owlman                                                                     |
| Keesha Sharp               | Vixen / Mari McCabe                                                                |
| Harry Shum Jr              | Brainiac 5                                                                         |
| Introduit dans la partie 2 |                                                                                    |
| Gideon Adlon               | Batgirl / Barbara Gordon Kryptonian Voice                                          |
| Troy Baker                 | Joker                                                                              |
| Zach Callison              | Damian Wayne                                                                       |
| Darin De Paul              | Solovar                                                                            |
| Ato Essandoh               | Anti-Monitor                                                                       |
| Keith Ferguson             | Doctor Fate de Terre-2 / Kent Nelson Atomic Knight                                 |
| Will Friedle               | Batman Beyond / Terry McGinnis Kamandi                                             |
| Jennifer Hale              | Alura Hippolyte de Terre-46                                                        |
| Jamie Gray Hyder           | Hawkgirl / Shayera Hol                                                             |
| Matt Ryan                  | John Constantine                                                                   |
| Introduit dans la partie 3 |                                                                                    |
| Brian Bloom                | Adam Strange Sidewinder                                                            |
| Ashly Burch                | Nightshade de Terre-4 Mera de Terre-146                                            |
| Kevin Conroy               | Batman de Terre-12 / Bruce Wayne                                                   |
| Brett Dalton               | Bat Lash Captain Atom / Nathaniel Adam de Terre-4                                  |
| John DiMaggio              | Lobo                                                                               |
| Keith Ferguson             | Double-Face / Harvey Dent                                                          |
| Jennifer Hale              | Aya                                                                                |
| Mark Hamill                | Joker de Terre-12                                                                  |
| Jamie Gray Hyder           | Young Diana Prince                                                                 |
| David Kaye                 | Cardonian Lantern                                                                  |
| Cynthia Kaye McWilliams    | Beth Chapel Cheetah                                                                |
| Elysia Rotaru              | Black Canary / Dinah Drake de Terre-2 Black Canary / Dinah Laurel Lance de Terre-2 |
| Katee Sackhoff             | Poison Ivy / Pamela Isley                                                          |
| Jason Spisak               | Razer Hayseed                                                                      |
| Corey Stoll                | Lex Luthor de Terre-10                                                             |
| Armen Taylor               | Flash of Terre-2 / Jay Garrick                                                     |
| Dean Winters               | Captain William Storm                                                              |

## Cémos
Dans les trois films, on peut repérer ces différents personnages - ils n'ont pas de ligne de dialogue :
- Atom, Batwing, Black Lightning, Blackhawk, Blue Devil, les Challengers of the Unknown, Creeper, Elongated Man, Firestorm, Guy Gardner, Hawk and Dove, Katana, Mento, les Metal Men, Metamorpho, Negative Woman, Nighthawk, Red Star, Red Tornado, Speedy, Star Sapphire, Swamp Thing, Tempest, Tomahawk et Zatanna de Terre-1.
- Les membres de la Société de justice d'Amérique (Doctor Mid-Nite, Hourman, Jade, Obsidian, Starman et Wildcat) de Terre-2.
- Peacemaker de Terre-4.
- Captain Marvel Jr., Mary Marvel et Uncle Marvel de Terre-S.
- Uncle Sam, Doll Man, Ray et Black Condor de Terre-X.
- Thunderer de Terre-7.
- Aqualad de Terre-146.